# Slična matrica
U matematici, posebice linearnoj algebri, za dvije kvadratne matrice A i B istog reda n kažemo da su slične matrice ako je
A = S−1BS
za neku invertibilnu matricu S reda n.
Ekvivalentno, dvije matrice A i B su slične ako su to matrice jednog istog linearnog preslikavanja nekog vektorskog prostora V u odnosu na dvije njegove baze A i B, redom. Pritom je A = S−1BS za matricu S = SA→B promjene koordinata pri prelasku s baze A na bazu B.
Slične matrice nisu "slične" u laičkom smislu — one mogu izgledati naizgled posve različito, kao što i to što se neke dvije matrice razlikuju možda tek u nekoliko elemenata ne govori ništa o njihovoj sličnosti.
Sličnost matrica je relacija ekvivalencije. Jedno od osnovnih pitanja kojima se bavi linearna algebra jest pronalaženje, za danu matricu A, u izvjesnom smislu što "jednostavnije" matrice B slične matrici A. Matrice slične nekoj dijagonalnoj matrici nazivaju se dijagonalizabilne (ponegdje dijagonabilne) matrice; dokazuje se da su takve, na primjer, sve n × n matrice s n različitih svojstvenih vrijednosti, ali i neke druge. S druge strane, svaka kompleksna matrica ima jedinstvenu Jordanovu normalnu formu, koja joj je slična; općenito, svaka matrica nad bilo kojim poljem F slična je točno jednoj matrici u Jordanovoj normalnoj formi nad algebarskim zatvorenjem F~ i dvije matrice su međusobno slične ako i samo ako su njihove Jordanove forme identične (do na redoslijed blokova). Od interesa su i drugi kanonski oblici matrica.
Sličnost ne ovisi o polju: ako je L polje koje sadrži neko potpolje K, tada su dvije matrice A i B nad K slične kao matrice nad K ako i samo ako su slične kao matrice nad L.
Posebice, kažemo da su matrice permutacijski slične ako se matrica S može izabrati tako da bude permutacijska, unitarno slične ako se S može izabrati da bude unitarna, itd. Prema spektralnom teoremu je svaka normalna matrica unitarno slična dijagonalnoj; posebice je svaka realna simetrična matrica ortogonalno i svaka hermitska matrica unitarno dijagonalizabilna.
Preslikavanje X → S−1XS, konjugacija u smislu teorije grupa u linearnoj grupi GLn inverzibilnih n × n matrica, se naziva preslikavanjem sličnosti i automorfizam je algebre Mn svih n × n matrica. Ako je A = S−1BS, tada je
f(A) = S−1f(B)S
za bilo koji polinom, ili općenito bilo koju funkciju f analitičku na domeni u kompleksnoj ravnini koja sadrži sve svojstvene vrijednosti matrice A. Posebno, ako je A dijagonalizabilna i B = diag( λ1, λ2, ... λn ) njoj slična dijagonalna matrica, tada su svi stupnjevi matrice A dani jednostavnom formulom
At = S−1 diag( λ1t, λ2t, ... λnt ) S.
Ovaj se rezultat koristi pri rješavanju linearnog diskretnog dinamičkog sustava x( t + 1 ) = A x(t), čije je rješenje x(t) = At x(0). Analogno, slične dijagonalne matrice pomažu u rješavanju sustava linearnih diferencijalnih jednadžbi, odnosno neprekidnog dinamičkog sustava. Pomoću iste formule se numerički brzo i precizno izračunava dominantna svojstvena vrijednost (svojstvena vrijednost najveće apsolutne vrijednosti).
Slične matrice imaju jednak rang, defekt, determinantu, trag, karakteristični i minimalni polinom, iste svojstvene vrijednosti s jednakim algebarskim kratnostima i dimenzijama odgovarajućih svojstvenih prostora. Rang linearnog preslikavanja je rang bilo koje od njegovih matrica (koje su međusobno slične, te tako sve imaju isti rang) - slično se mogu definirati i karakteristični i minimalni polinom linearnog preslikavanja, itd.